# Akterspegel

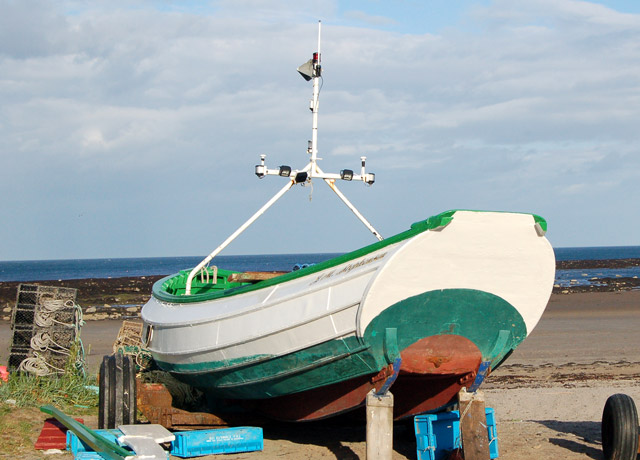
Båt med dubbla roderfästen på akterspegeln

En akterspegel är en akter som är plan. Den är antingen plan eller svagt välvd yta och utgör alltså skrovets akterliga ände på tvärgattade båtar och fartyg. Akterspegeln är oftast belägen ovanför vattenlinjen. Äldre segelfartyg kan ha ett akterkastell ovanför akterspegeln.
Ordet "akterspegel" är belagt i svenska språket sedan 1730.

## Bildgalleri

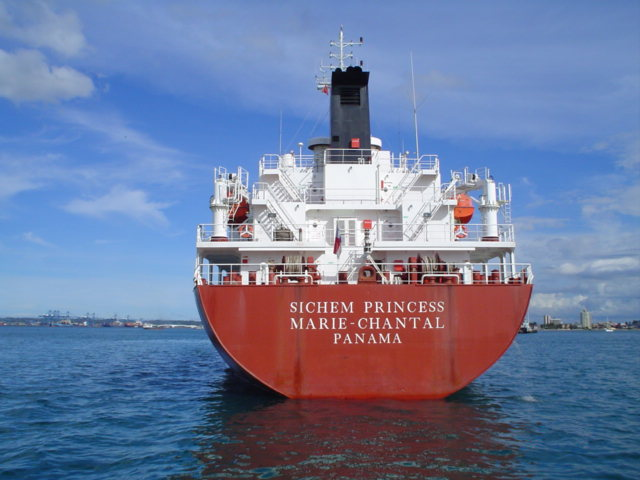
Akterspegeln på ett större fartyg
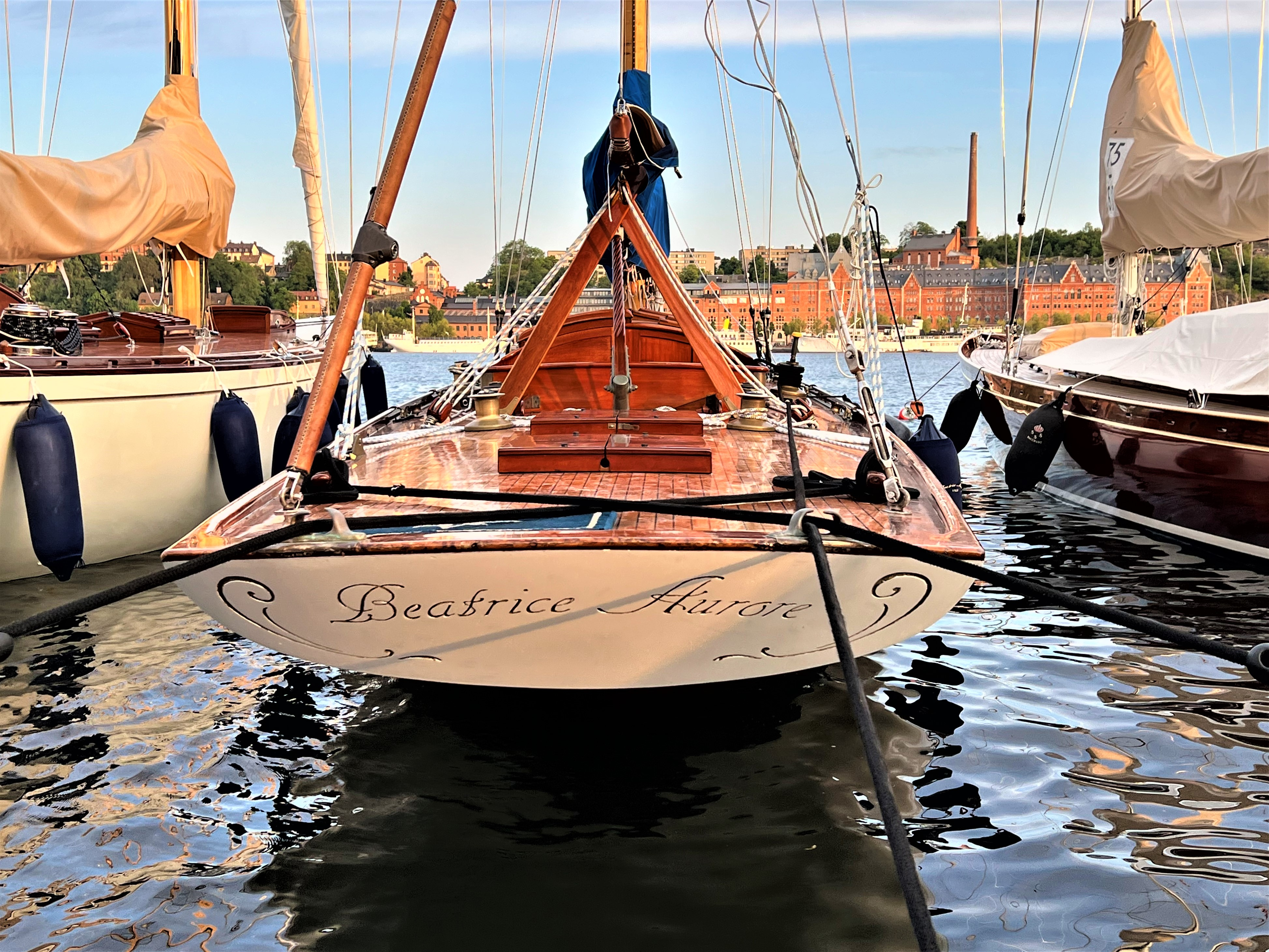
Segelyachten Beatrice Aurores akterspegel
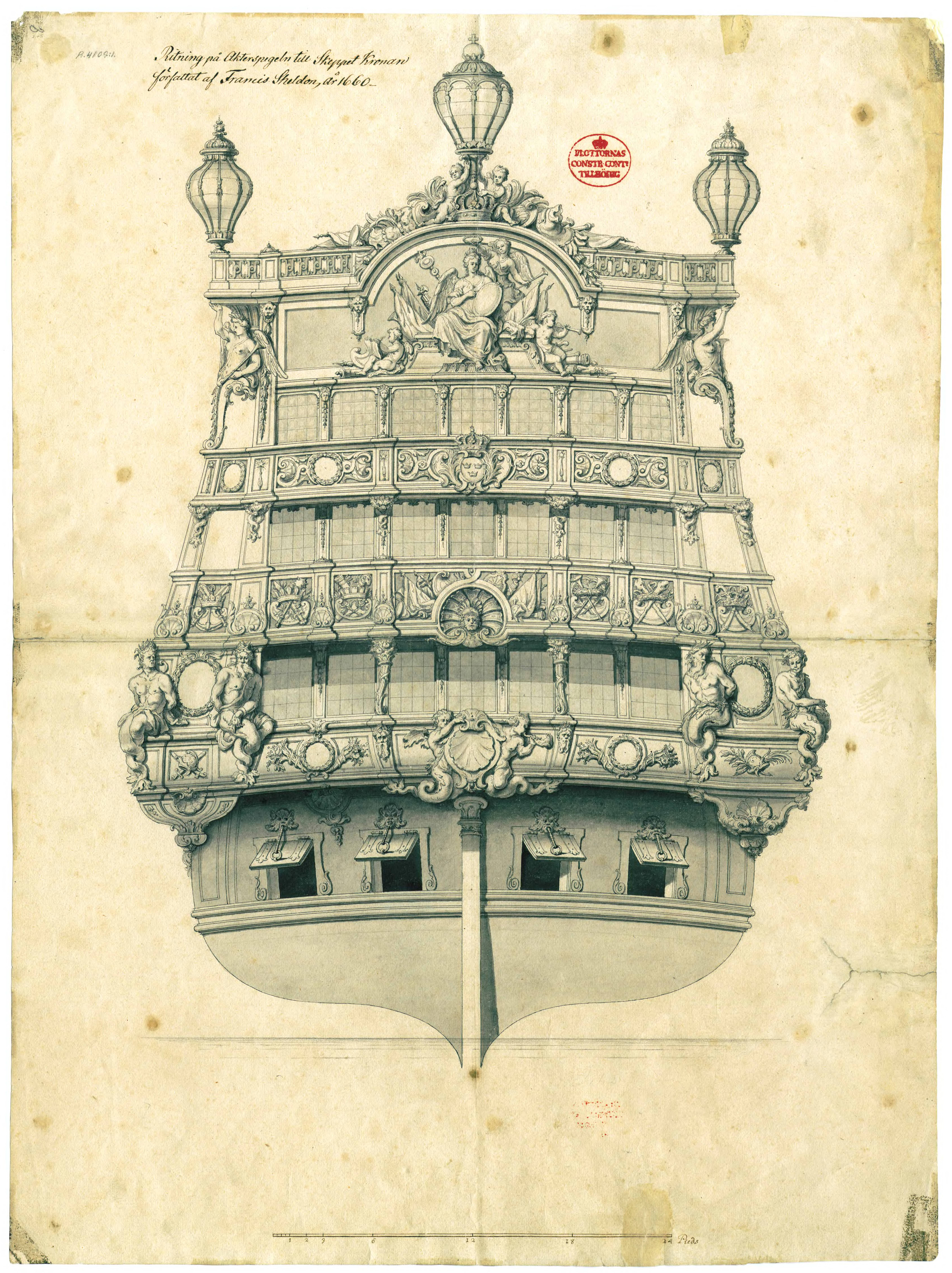
Ritning på akterspegeln till skeppet Kronan av Francis Sheldon